# Giro di Toscana 1923
Il Giro di Toscana 1923, prima storica edizione della corsa, si svolse il 26 agosto 1923 su un percorso di 310 km. La vittoria fu appannaggio dell'italiano Costante Girardengo, che completò il percorso in 11h40'16", precedendo i connazionali Federico Gay e Giovanni Brunero.
I corridori che presero il via da Firenze furono 29, mentre coloro che tagliarono il medesimo traguardo furono 15.

## Ordine d'arrivo (Top 10)
| Pos. | Corridore           | Squadra         | Tempo     |
| ---- | ------------------- | --------------- | --------- |
| 1    | Costante Girardengo | Maino           | 11h40'16" |
| 2    | Federico Gay        | Atala           | s.t.      |
| 3    | Giovanni Brunero    | Legnano-Pirelli | s.t.      |
| 4    | Michele Gordini     | Ganna           | s.t.      |
| 5    | Giuseppe Azzini     | Maino           | a 44"     |
| 6    | Pietro Linari       | Legnano-Pirelli | a 2'00"   |
| 7    | Gino Balestieri     | -               | s.t.      |
| 8    | Angelo Marchi       | -               | a 4'44"   |
| 9    | Emilio Petiva       | Maino           | a 11'44"  |
| 10   | Giuseppe Enrici     | -               | a 12'44"  |